# Damme (Grünow)
Damme ist ein Ortsteil der Gemeinde Grünow im Landkreis Uckermark im Nordosten des Landes Brandenburg. Der Ort gehört dem Amt Gramzow an und war bis zum 31. Dezember 1997 eine eigenständige Gemeinde.

## Lage
Damme liegt in einem Grundmoränegebiet zwischen den Flüssen Ucker und Randow in der Uckermark, etwa zehn Kilometer östlich der Kreisstadt Prenzlau. Die Gemarkung des Ortes grenzt im Norden Ziemkendorf und im Osten an Eickstedt (Ortsteile der Gemeinde Randowtal), im Süden an Falkenwalde (Ortsteil der Gemeinde Uckerfelde), im Westen an Dreesch sowie im Nordwesten an Drense. Zu Damme gehört die westlich des Kernortes gelegene Ausbausiedlung Ausbau Weidendamm.
Durch den Ort verlaufen die Landesstraßen 25 und 252. Etwa zwei Kilometer nordwestlich von Damme liegt die Autobahnanschlussstelle Prenzlau-Süd der Bundesautobahn 20, die auf dem Ortsgebiet liegt.

## Geschichte
Bodenfunde auf dem Gebiet Dammes deuten auf eine slawische Besiedelung vor der Ostkolonisation hin, bei letzterer erfolgte vermutlich die Gründung des Ortes. Erstmals urkundlich erwähnt wurde der Ort Damme am 15. März 1354 im Vertrag von Oderberg, in dem die Abtretung eines Teils der Uckermark an das Herzogtum Pommern durch die Mark Brandenburg festgelegt wurden. Der Ortsname bedeutet „Ort, wo Eichen wachsen“. Aufgrund der Gebietsänderungen ist Damme nicht im Landbuch der Mark Brandenburg aufgeführt. Historisch war Damme als Straßendorf angelegt und es gab ein Rittergut, das von der im Nachbarort Eickstedt ansässigen Adelsfamilie gleichen Namens verwaltet wurde.
1902 wurde Damme an das Streckennetz der Bahnstrecke Prenzlau–Löcknitz und der dort abzweigenden Strecke der Kreisbahn Schönermark–Damme angeschlossen. 1929 wurde das Rittergut Damme aufgelöst und im folgenden Jahr aufgegliedert. Dabei kam es zur Anlage neuer Höfe mit Ackerland, der heutigen Ausbausiedlung Weidendamm. Dadurch erstreckt sich das Dorf heute auf eine Länge von etwa vier Kilometern und hat heute eher den Charakter einer Streusiedlung. Ab 1952 lag die Gemeinde Damme im Kreis Prenzlau im DDR-Bezirk Neubrandenburg. Nach der Wende gehörte Damme zum Landkreis Prenzlau, wo sich der Ort 1992 zur Erledigung seiner Verwaltungsgeschäfte dem Amt Gramzow anschloss. Seit der brandenburgischen Kreisreform 1993 gehört Damme zum Landkreis Uckermark.
Am 31. Dezember 1997 wurde Damme nach Grünow eingemeindet.

## Sehenswürdigkeiten

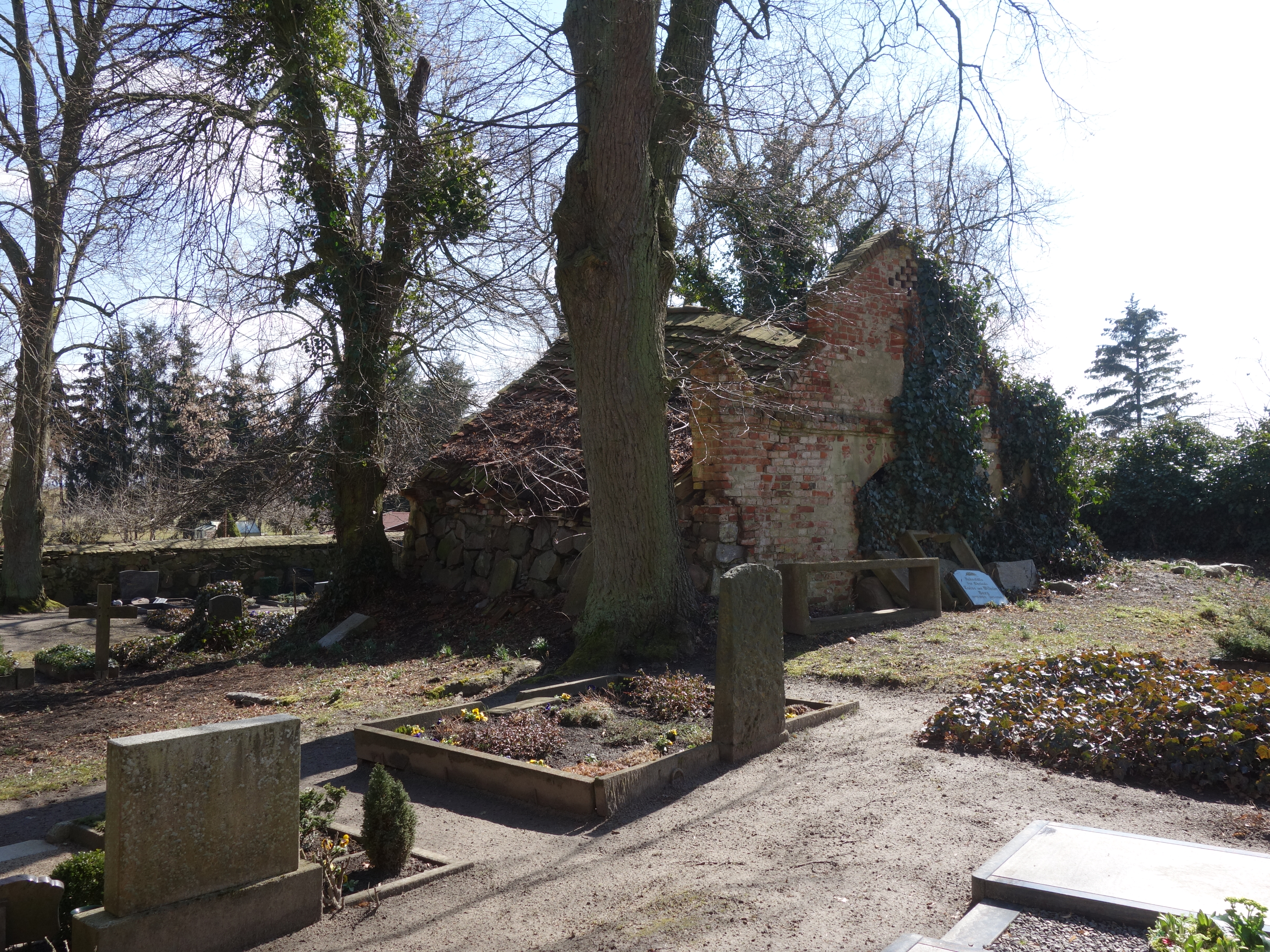
Mausoleum Lindenhagen in Damme

- Die Dorfkirche Grünow entstand im Zuge des Ostkolonisation im 13. Jahrhundert und ist ein rechteckiger Feldsteinbau. Der hölzerne Turmaufsatz wurde 1825 hinzugefügt.[5]

## Einwohnerentwicklung
| Jahr | Einwohner |
| ---- | --------- |
| 1875 | 246       |
| 1890 | 236       |
| 1925 | 297       |

| Jahr | Einwohner |
| ---- | --------- |
| 1933 | 405       |
| 1939 | 396       |
| 1946 | 647       |

| Jahr | Einwohner |
| ---- | --------- |
| 1950 | 613       |
| 1964 | 441       |
| 1971 | 460       |

| Jahr | Einwohner |
| ---- | --------- |
| 1981 | 336       |
| 1989 | 320       |
| 1996 | 279       |

Gebietsstand des jeweiligen Jahres